# Koronowo (gmina)
Koronowo – gmina miejsko-wiejska w Polsce, położona w województwie kujawsko-pomorskim, w północno-zachodniej części powiatu bydgoskiego. W latach 1975–1998 gmina administracyjnie należała do województwa bydgoskiego. Gmina ma charakter turystyczno-rolniczy, jest największa w powiecie.
Siedzibą gminy jest miasto Koronowo.
Według danych z 30 czerwca 2010 gminę zamieszkiwało 23 716 osób.
Przy drodze krajowej nr 25 koło Koronowa znajduje się pomnik bitwy pod Koronowem stoczonej 10 października 1410, w czasie wielkiej wojny, między siłami zakonu krzyżackiego, a wojskami polskimi, dowodzonymi przez Sędziwoja z Ostroroga i Piotra Niedźwiedzkiego, pod wsią Wilcze, zakończona zwycięstwem Polaków.

## Struktura powierzchni
Według danych z roku 2002 gmina Koronowo ma obszar 411,7 km², w tym:
- użytki rolne: 56%
- użytki leśne: 31%

Gmina stanowi 29,52% powierzchni powiatu.

## Demografia

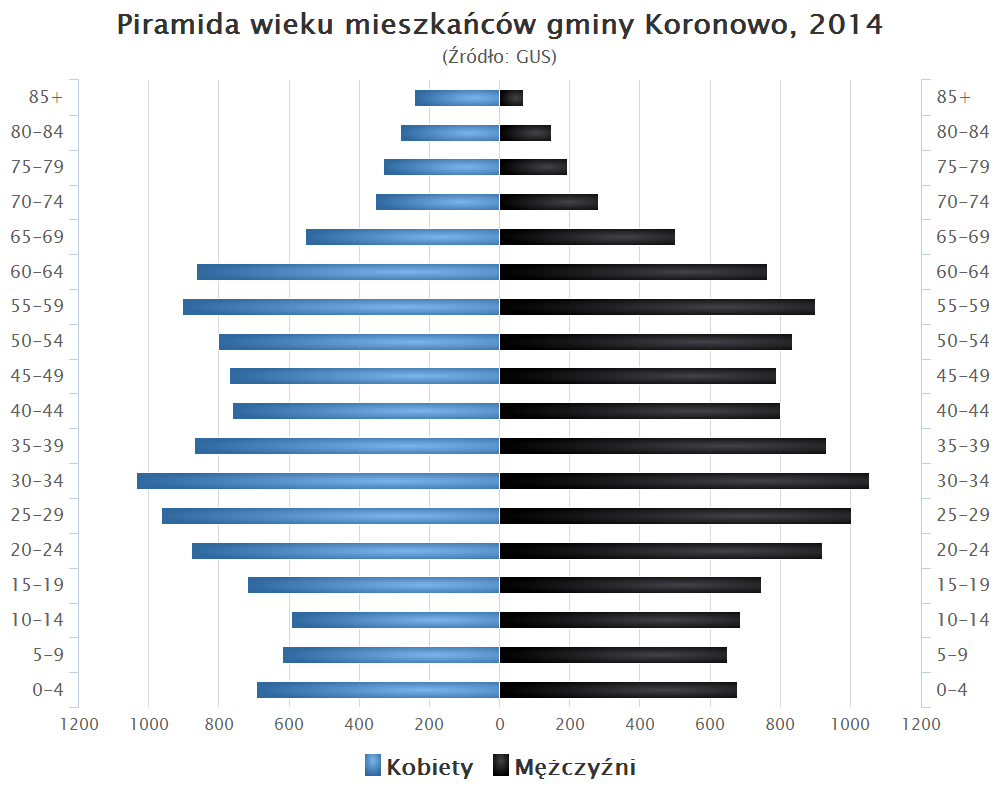
Piramida wieku mieszkańców gminy Koronowo w 2014 roku

Dane z 30 czerwca 2010:
| Opis                              | Ogółem | Ogółem | Kobiety | Kobiety | Mężczyźni | Mężczyźni |
| --------------------------------- | ------ | ------ | ------- | ------- | --------- | --------- |
| Jednostka                         | osób   | %      | osób    | %       | osób      | %         |
| Populacja                         | 23 716 | 100    | 11 690  | 49,3    | 12 026    | 50,7      |
| Gęstość zaludnienia [mieszk./km²] | 57,6   | 57,6   | 28,4    | 28,4    | 29,2      | 29,2      |

## Ochrona przyrody
Na terenie gminy znajdują się 2 rezerwaty przyrody
- Rezerwat przyrody Bagno Głusza – faunistyczny, chroni środowisko wodne, bagienne, łąkowe i leśne będące miejscem lęgowym i siedliskowym rzadkich gatunków ptaków
- Rezerwat przyrody Różanna Dęby – leśny, chroni naturalny 200-letni drzewostan dębu szypułkowego

## Zabytki
Wykaz zarejestrowanych zabytków nieruchomych na terenie gminy:
- most kolejowy nad rzeką Kamionką z 1909 roku w Buszkowie, nr A/490/1 z 17.07.1997 roku
- kościół parafii pod wezwaniem Świętej Trójcy z 1663 roku w Byszewie, nr 64/31/A z 04.03.1931 roku
- zespół dworski w Gościeradzu, obejmujący: dwór z lat 1931–1934; park z drugiej połowy XIX w., nr A/462/1-2 z 21.02.1996 roku
- zespół dworski w Hucie, obejmujący: dwór i par z połowy XIX w.; stajnię z 1897; gorzelnię z 1897 roku, nr A/258/1-4 z 15.05.1991 roku
- dzielnica starego miasta Koronowa drugiej połowy XIV w., nr A/1418 z 16.09.1957 roku
- kościół klasztorny cystersów, obecnie parafia pod wezwaniem Wniebowzięcia Najświętszej Maryi Panny z końca XIV w. w Koronowie, nr 65/31 z 04.03.1931 roku
- synagoga z 1858 roku, od 1938 siedziba Towarzystwa Gimnastycznego „Sokół” przy ul. Szkolnej 6 w Koronowie, nr A/471/1 z 24.06.1996 roku
- cmentarz żydowski z połowy XIX w. przy ul. Kotomierskiej w Koronowie, nr A/241 z 03.01.1990 roku
- pałac opata z przełomu XII/XIII w., obecnie dom mieszkalny przy ul. Klasztornej 1 w Koronowie, nr A/873 z 24.04.1995 roku
- młyn wodny „Diabelski Młyn” z 1920 roku w Koronowie, nr 358 z 03.04.1957 roku
- stalowy most kolejowy wąskotorowy z 1895 roku na Brdzie w Koronowie, nr A/491/1 z 21.07.1997 roku
- zespół dworski z połowy XIX w. w Krąpiewie, obejmujący: ruinę dworu; park z drugiej połowy XIX w.; ruinę spichrza, nr A/211/1-3 z 05.06.1987 roku
- zespół kościelny parafii pod wezwaniem św. Wawrzyńca w Mąkowarsku, obejmujący: kościół rzymskokatolicki z lat 1790–1791; cmentarz przykościelny, nr A/188/1-2 z 23.08.2004 roku
- dwór drewniano-murowany z XVIII w. w Lucimiu, nr 157/A z 15.06.1985 roku
- zespół kościelny parafii pod wezwaniem św. Anny w Łąsku Wielkim, obejmujący: kościół z lat 1765–1772 (nr A/756 z 04.03.1931 roku); dzwonnicę z połowy XIX w.; cmentarz przykościelny wraz z murowanym ogrodzeniem z połowy XIX w., nr A/1576/1-3 z 10.12.2010 roku
- ruiny zamku z XIV w. wraz z otoczeniem w Nowym Jasińcu, nr A/761 z 18.10.1934 roku
- kościół parafii pod wezwaniem śś. Apostołów Piotra i Pawła z lat 1929–1930 w Wierzchucinie Królewskim, nr A/1546 z 01.12.2009 roku
- kościół parafii pod wezwaniem św. Michała Archanioła z 1785 roku we Wtelnie, nr A/778 z 08.06.1955 roku.

## Sołectwa
Buszkowo, Byszewo, Bytkowice, Dziedzinek, Glinki, Gogolin, Gogolinek, Gościeradz, Huta, Krąpiewo, Lucim, Łąsko Małe, Łąsko Wielkie, Mąkowarsko, Morzewiec, Nowy Dwór, Nowy Jasiniec, Okole, Osiek, Popielewo, Salno, Samociążek, Sitowiec, Skarbiewo, Stary Dwór, Stary Jasiniec, Tryszczyn, Wierzchucin Królewski, Więzowno, Wilcze, Wiskitno, Witoldowo, Wtelno.

## Pozostałe miejscowości
Białe, Bieskowo, Brzozowo, Byszewo (osada), Drzewianowo, Iwickowo, Kadzionka, Krówka, Lipinki, Łakomowo, Ługowo, Rybkowo, Młynkowo, Motyl, Olszyniec, Osiedle Awaryjne, Pobrdzie, Puszczyn, Romanowo, Różanna, Rudno, Sokole-Kuźnica, Srebrnica, Stefanowo, Stopka, Stronno, Tuszyny, Tylna Góra, Wilcza Góra, Wilcze Gardło, Wymysłowo.

## Sąsiednie gminy
Bydgoszcz, Dobrcz, Gostycyn, Lubiewo, Osielsko, Pruszcz, Sicienko, Sośno, Świekatowo